# Cyanopterus seyrigi
Cyanopterus seyrigi är en stekelart som först beskrevs av Granger 1949.  Cyanopterus seyrigi ingår i släktet Cyanopterus och familjen bracksteklar. Inga underarter finns listade i Catalogue of Life.